# Sergio Pazuengo
Gral. Sergio Pazuengo fue un militar mexicano que participó en la Revolución mexicana. Nació en Durango. En 1910 se unió al movimiento maderista en la sierra de Durango y en 1913 luchó contra Victoriano Huerta como constitucionalista. Al escindirse Venustiano Carranza y Francisco Villa, permaneció al lado de Villa luchando por la convención. Poco después se puso bajo las órdenes de Emiliano Zapata, quien lo mandó fusilar como a su hermano Matías Pazuengo, pues ambos intentaron pasarse al lado de Carranza. Sergio logró escapar y unirse a las fuerzas de Pablo González Garza. Murió años después en Durango. 